# John Tchicai
John Tchicai (28. dubna 1936 Kodaň, Dánsko – 8. října 2012 Perpignan, Francie) byl dánský freejazzový saxofonista a hudební skladatel. V dětství se učil hrát na housle, později přešel ke klarinetu a altsaxofonu. Koncem padesátých let koncertoval s různými hudebníky po Evropě a v roce 1963 se usadil v New Yorku, kde začal hrát se skupinou New York Contemporary Five a následně s New York Art Quartet. V roce 1965 hrál na albu Ascension saxofonisty Johna Coltranea. V roce 1969 vydal John Lennon album Unfinished Music No.2: Life with the Lions, na kterém Tchicai rovněž hrál. Rovněž spolupracoval s hudebníky, jako byli Niels-Henning Ørsted Pedersen, Don Moye nebo Albert Ayler.